# Leonhard Hieronymi
Leonhard Hieronymi (* 1987 in Bad Homburg vor der Höhe) ist ein deutscher Schriftsteller.

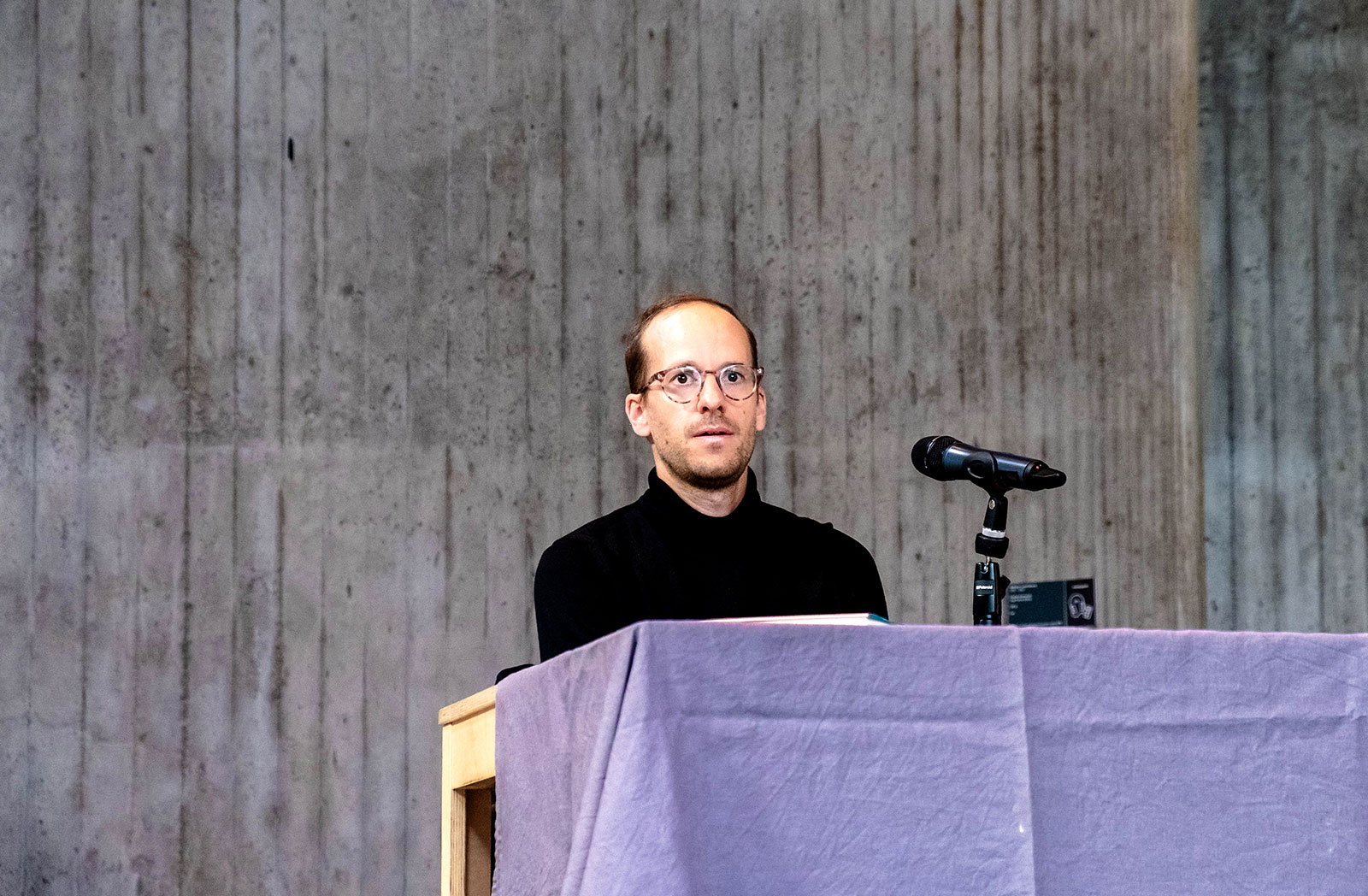
Leonhard Hieronymi am 17. August 2023 im Lehmbruck-Museum in Duisburg. Lesung aus „Der gute König“.

## Leben
Leonhard Hieronymi studierte Philosophie, Informatik und Europäische Literatur in Berlin, Mainz und Wien. 2012 reichte er am Institut für Allgemeine und Vergleichende Literaturwissenschaft der Johannes Gutenberg-Universität Mainz eine literaturwissenschaftliche Abhandlung über Christian Krachts Zeitgeist-Magazin „Der Freund“ als paratextuelle Kopie des Literaturmagazins „The Believer“ ein. Er ist Gründer der Kairo Gesellschaft und Mitglied des Literaturkollektivs Rich Kids of Literature. 2017 erschien sein Manifest Ultraromantik im Korbinian Verlag. Auf Einladung von Michael Wiederstein las Hieronymi beim Ingeborg-Bachmann-Preis 2020 seinen Text Über uns, Luzifer. Hieronymis Debütroman In zwangloser Gesellschaft erschien im September 2020 bei Hoffmann und Campe. Die „Hinterlistigkeit“ und „Uneindeutigkeit“ des Romans wurden als Gratwanderung zwischen Ernst und Humor gelesen, er stieß im Feuilleton auf geteilte Meinungen. 2023 erschien mit Der gute König Hieronymis zweiter Roman, den Titus Blome in der Süddeutschen Zeitung als „scharfes und unterhaltsames Bild jener Klasse“ bezeichnete, „auf deren Arbeit das ästhetische Vergnügen der Mittelschicht zwar baut, die von ihr jedoch konsequent ignoriert, ja verachtet wird“.

## Werke (Auswahl)

### Bücher
- Ultraromantik. Korbinian Verlag, Berlin 2017, ISBN 978-3-9817583-9-9.
- Babylon Blut Club. Sukultur, Berlin 2017, ISBN 978-3-95566-071-0.
- Materialien zur Kritik Jodie Fosters. Sukultur, Berlin 2020, ISBN 978-3-95566-117-5.
- In zwangloser Gesellschaft. Roman, Hoffmann und Campe, Hamburg 2020, ISBN 978-3-455-00957-6.
- mit Christian Metzler: MOSTRO: Pinocchio-Eis in Deutschland. starfruit publications, Fürth 2021, ISBN 978-3-922895-48-0.
- TRANCE: Amok, Drogen und der Sound of  Frankfurt. Korbinian Verlag, Berlin 2022, ISBN 978-3-9824602-0-8.
- Der gute König. Hoffmann und Campe, Hamburg 2023, ISBN 978-3-455-01619-2.

### Beiträge in Sammelbänden
- Manfred Rothenberger (Hg.) in Zusammenarbeit mit dem Institut für Moderne Kunst Nürnberg: Hank Schmidt in der Beek. Der fünfte Kanister. 106 Collagen und ein Text von Leonhard Hieronymi. starfruit publications, Fürth, 2019. ISBN 978-3-922895-35-0.
- Michael Watzka, Moritz Müller-Schwefe, Hendrik Otremba, Philipp Böhm (Hg.): Horror (= Metamorphosen 26), Verbrecher Verlag, Berlin, 2020, ISBN 978-3-95732-434-4.
- Joshua Groß, Johannes Hertwig, Andy Kassier (Hg.): Mindstate Malibu. starfruit publications, Fürth, 2019. ISBN 978-3-922895-33-6.

## Auszeichnungen
- 2023: Stipendium des Brandenburger Ministeriums für Wissenschaft, Forschung und Kultur[11]

## Belege
1. ↑  Friederike Oertel: Poetische Influencer. In: Süddeutsche Zeitung. 3. Dezember 2017, abgerufen am 15. November 2020.
2. ↑  Kurzbiografie des Autors auf der Website des Verlags
3. ↑  Felix Stephan: Die Empfehlung. In: Die Welt. 22. Juli 2017, abgerufen am 15. November 2020.
4. ↑  Philip Oltermann: Germany's Romantic literary revival built on Blade Runner and seven deadly sins. In: The Guardian. 10. November 2017, abgerufen am 7. Januar 2021.
5. ↑  Autorenprofil 44. Tage der deutschsprachigen Literatur
6. ↑  In zwangloser Gesellschaft bei Hoffmann und Campe
7. ↑  Richard Kämmerlings: Rastlose Reise zu den Gräbern der Dichter. In: Die Welt. 18. Oktober 2020, abgerufen am 15. November 2020.
8. ↑  Larissa Dehm: Von lebenden Toten. In: Literaturkritik.de. 26. Oktober 2020, abgerufen am 15. November 2020.
9. ↑  David Hugendick: Alle tot. In: Die Zeit. 8. Oktober 2020, abgerufen am 15. November 2020.
10. ↑  Titus Blome: Leonhard Hieronymis Roman „Der gute König“. 7. August 2023, abgerufen am 3. Juli 2024.
11. ↑  MWFK: 80.000 Euro für zehn Künstlerinnen und Künstler. In: Homepage des Ministeriums. MWFK, 16. August 2023, abgerufen am 1. November 2023.

| Personendaten    | Personendaten            |
| ---------------- | ------------------------ |
| NAME             | Hieronymi, Leonhard      |
| KURZBESCHREIBUNG | deutscher Schriftsteller |
| GEBURTSDATUM     | 1987                     |
| GEBURTSORT       | Bad Homburg vor der Höhe |